# 19314 Nakamuratetsu
19314 Nakamuratetsu è un asteroide della fascia principale. Scoperto nel 1996, presenta un'orbita caratterizzata da un semiasse maggiore pari a 2,6890372 au e da un'eccentricità di 0,1900303, inclinata di 13,46550° rispetto all'eclittica.